# EQP
EQP, abréviation de equational prover (« démonstrateur équationnel »), est un programme automatisé de démonstration de théorèmes pour la logique équationnelle, développé par la Division de mathématiques et d'informatique du laboratoire national d'Argonne. C'est l'un des démonstrateurs utilisés pour résoudre un problème de longue date posé par Herbert Robbins, à savoir, si toutes les algèbres de Robbins sont des algèbres booléennes.